# HD141798
HD141798 — хімічно пекулярна зоря спектрального класу A5, що має видиму зоряну величину в смузі V приблизно  8,7.
Вона  розташована на відстані близько 739,6 світлових років від Сонця.